# Chloroclystis spissidentata
Chloroclystis spissidentata là một loài bướm đêm trong họ Geometridae.